# Miloslav Kabeláč
Miloslav Kabeláč (1. srpna 1908 Praha – 17. září 1979 Praha) byl český hudební skladatel a hudební pedagog, vynikající originální kompoziční technikou a závažností svého díla.

## Život a dílo

### Život
Po studiích na reálce a na ČVUT nastoupil v roce 1928 na Státní konservatoř hudby v Praze, kde následně absolvoval v několika oborech – skladbu u Karla Boleslava Jiráka v roce 1931, dirigování u Pavla Dědečka v roce 1932, klavír na Mistrovské škole u Viléma Kurze v roce 1934; mezi jeho další profesory patřili též Alois Hába a Ervín Schulhoff. Od roku 1930 pracoval v Československém rozhlase jako „modulátor“ (hudební režisér, první v této funkci v Československu), kde působil s nucenou přestávkou (1942–1945), později jako vedoucí hudebního provozu, až do roku 1955. Vedl zde též vlastní vokální soubor (1933–1942). Po výrazném pedagogickém intermezzu na Státní konzervatoři v Praze (1958–1962) se věnoval pouze skladatelské tvorbě. Člen Umělecké besedy od roku 1938.

### Dílo
Patří k nejvýraznějším českým skladatelským osobnostem 20. století. Záhy si vytvořil osobitý sloh, pro který je typická strohá melodika a harmonie, důmyslná polyfonie a důsledná architektonika malých i velkých skladeb. Jeho vrcholný projev spočíval zejména v uvědomělé práci s intervaly, v níž vyšel z mimoevropských hudebních kultur. Kabeláč zde používal například uměle číselně vytvořené stupnice – mody, jejichž vnitřní průběh má větší rozsah než oktáva. Razil taktéž termín umělé tónorody, zejména pro hudebně teoretické zdůvodnění své úsporné melodiky. V intervalové struktuře zkoumal také možnosti tzv. intervalové augmentace a diminuce, inverze a dalších postupů, které do hudby přinesla tzv. 2. vídeňská škola. Mezi první zralé kompozice tohoto slohu patří protiokupační kantáta Neustupujte! (1939), provedená poprvé po skončení druhé světové války (28. 10. 1945).
Zpočátku a ve válečných letech se Kabeláč orientoval na komorní opusy (Dechový sextet, Sonáta pro violoncello a klavír, Dva kusy pro housle a klavír) i tvorbu symfonickou (1. a 2. symfonie), postupem času začaly dominovat práce s velkým obsazením (3.–8. symfonie, Mysterium času, Zrcadlení), které jsou jeho nejvýznačnějšími díly – spolu se skladbami pro bicí, které se již ve své době prosadily na evropských pódiích (Osm invencí, Osm ricercarů). V 60. letech, která mu přinesla široké uznání v podobě Státní ceny i zahraničních objednávek, přijal řadu podnětů zahraniční avantgardy, které organicky začlenil do svého kompozičního tvarosloví. Vynikl též pedagogickou činností (žáci J. Krček, I. Loudová, Jan Málek a Tomáš Svoboda, soukromě Z. Lukáš ad.) a zájmem o mimoevropské kultury. Byl jedním z prvních propagátorů elektroakustické hudby v Československu.

### Recepce
Jeho hudba představuje svébytnou a ryzí výpověď, jejíž mimořádný účinek je dán originálními a jasnými konstrukčními principy; ve shodě se svým všeobecně etickým a humanistickým zaměřením tak má potenciál oslovovat posluchače mimo historicko-geografické hranice svého vzniku. Opakované zákazy jejího provádění v době totality přesto způsobily, že se Kabeláčovo dílo – spolu s díly dalších skladatelů této generace – dosud neustálilo v běžném koncertním provozu. Ve své době vyšla řada děl tiskem, souborně je však jeho tvorba zveřejňována až od roku 2000 (nakl. Bärenreiter Praha).
Velkou část dluhu vůči skladateli splatil dirigent Marko Ivanović, který se Symfonickým orchestrem Českého rozhlasu nahrál komplet jeho symfonií (Supraphon 2016), jimiž se Kabeláč řadí po bok velkých českých symfoniků (Antonín Dvořák, Bohuslav Martinů). Více jiných, běžně přístupných nahrávek Kabeláčových děl ovšem neexistuje. Výjimkou jsou starší záznamy velkých dirigentských osobností (Karel Ančerl, Václav Neumann, Václav Smetáček) a několik nahrávek komorních skladeb (Daniel Wiesner, Tomáš Jamník).

## Přehled skladeb – výběr
Jeho opusy zahrnují symfonická a orchestrální díla, stejně jako komorní tvorbu a skladby pro sólové nástroje. Nechybí ani kantáty nebo hudba elektroakustická. Autoritativní katalog je součástí práce NOUZA (2010).

### Symfonie
- Č. 1 in D pro smyčcový orchestr a bicí nástroje, op.11 (1941–42)
- Č. 2 in C pro velký orchestr, op. 15 (1942–46)
- Č. 3 in F pro varhany, žesťové nástroje a tympány, op. 33 (1948–57)
- Č. 4 in A „Camerata“, op. 36 (1957–58)
- Č. 5 b moll „Drammatica“ pro soprán (bez textu) a velký orchestr, op. 41 (1960)
- Č. 6 „Concertante“ pro klarinet sólo a orchestr, op. 44 (1961)
- Č. 7 pro velký orchestr a recitátora na biblický text, op. 52 (1967–68)
- Č. 8 „Antifony“ pro soprán sólo, smíšený sbor, bicí nástroje a varhany na biblický text, op. 54 (1969–70)

### Orchestrální skladby
- Předehra č. 2 pro velký orchestr, op. 17 (1947)
- Suita z hudby k Sofoklově tragédii Elektra pro orchestr, alt sólo a ženský sbor, op. 28a (1956)
- Mysterium času. Passacaglia pro velký orchestr, op. 31 (1953–57)
- Tři melodramy z hudby ke hře čínského básníka Kuo Mo-jo „Mistr devíti písní“ (Zpěv o lásce zradě) pro recitátora a malý orchestr, op. 34b (1957)
- Hamletovská improvizace pro velký orchestr, op. 46 (1962–63)
- Zrcadlení. 9 miniatur pro velký orchestr, op. 49 (1963–64)
- Eufemias Mysterion (Tajemství ticha) pro soprán a komorní orchestr na řecká slova, op. 50 (1964–65)
- Proměny (Metamorfózy) II. chorálu Hospodine pomiluj ny pro klavír a orchestr, op. 58

### Klavírní skladby
- Passacaglia TGM, op. 3 (1936–37)
- Suita, op. 5 (1939)
- Sedm skladeb pro klavír, op. 14 (1944–46)
- Snadná preludia, op. 26 (1954)
- Osm preludií, op. 30 (1954–56)
- Cizokrajné motivy, op. 38 (1958–59)

### Varhanní skladby
- Dvě fantazie, op. 32 (1957–58)
- Čtyři preludia, op. 48 (1963)

### Komorní skladby
- Dechový sextet, op. 8 (1940)
- Sonáta pro violoncello a klavír, op. 9 (1941–42)
- Sonatina pro hoboj a klavír, op. 24 (1955)
- Balada pro housle a klavír, op. 27 (1955)
- Suita pro saxofon a klavír, op. 39 (1958–59)
- Osm invencí pro bicí nástroje, op. 45 (1962)
- Osm ricercarů pro bicí nástroje, op. 51 (1966–67)
- Lamenti e risolini. Osm bagatel pro flétnu a harfu, op. 53 (1969)
- Osudová dramata člověka. Sonáta pro trubku, bicí nástroje, klavír a recitaci, op. 56 (1975–76)

### Sborové skladby
- Neustupujte! Kantáta pro mužský sbor, dechové a bicí nástroje na slova českých lidových písní a chorálu „Ktož jsú boží bojovníci“, op. 7 (1939)
- 6 mužských sborů na slova Jiřího Wolkera, op. 10 (1939–42)
- Proměny I. chorálu „Hospodine, pomiluj ny“ pro velký smíšený sbor (zpěv a recitace), sólový baryton a mužský sbor (zpěv), sólový vyšší ženský hlas (recitace), op. 57 (1974–78)

### Elektroakustická hudba
- E fontibus Bohemicis. Visiones sex – Šest obrazů z českých letopisů, op. 55 (1965–72)

## Výběr z diskografie
- Symfonie (komplet), Symfonický orchestr Českého rozhlasu, Marko Ivanović, Supraphon 2016 (nahrávky z let 2011–2014)
- Symfonie č. 8, Proměny II. Jana Jonášová, Václav Rabas, Pražský filharmonický sbor, Pražský soubor bicích nástrojů, Česká filharmonie, Václav Neumann aj., Panton 1993 (nahráno 1984 a 1989)
- Hamletovská improvizace, Mysterium času. Česká filharmonie a Karel Ančerl, Supraphon Records 1994 (nahráno 1966)
- Neustupujte!, Symfonie č. 4, Šest ukolébavek, Zrcadlení, Eufemias mysterion. Symfonický orchestr českého rozhlasu, Pražský komorní orchestr, FOK, Václav Smetáček aj., Supraphon Records 1995 (nahráno 1959, 1960 a 1966)
- Osm invencí, Osm ricercarů, Osudová dramata člověka. Pražský soubor bicích nástrojů, Dama-Dama aj., Panton 1994 (nahráno též 1987 a 1993)
- Passacaglia TGM, Sedm skladeb, Osm preludií, Cizokrajné motivy. Daniel Wiesner, Panton/Supraphon records 2000
- Complete organ works. Jan Hora, Petr Čech, Vixen 2001
- Sonáta pro violoncello a klavír. Tomáš Jamník, Ivo Kahánek, Supraphon Music 2007